# Obermodern-Zutzendorf
Obermodern-Zutzendorf település Franciaországban, Bas-Rhin megyében. Lakosainak száma 1767 fő (2022. január 1.). Obermodern-Zutzendorf Bouxwiller, Buswiller, Kindwiller, Kirrwiller, Menchhoffen, Val-de-Moder, Ringendorf, Schalkendorf, Schillersdorf, Uhrwiller és Uttwiller községekkel határos.

## Népesség
A település népességének változása:
| Lakosok száma | 1720 | 1691 | 1697 | 1681 | 1683 | 1685 | 1713 | 1740 | 1767 |
|               | 2013 | 2015 | 2016 | 2017 | 2018 | 2019 | 2020 | 2021 | 2022 |